# Óc Eo

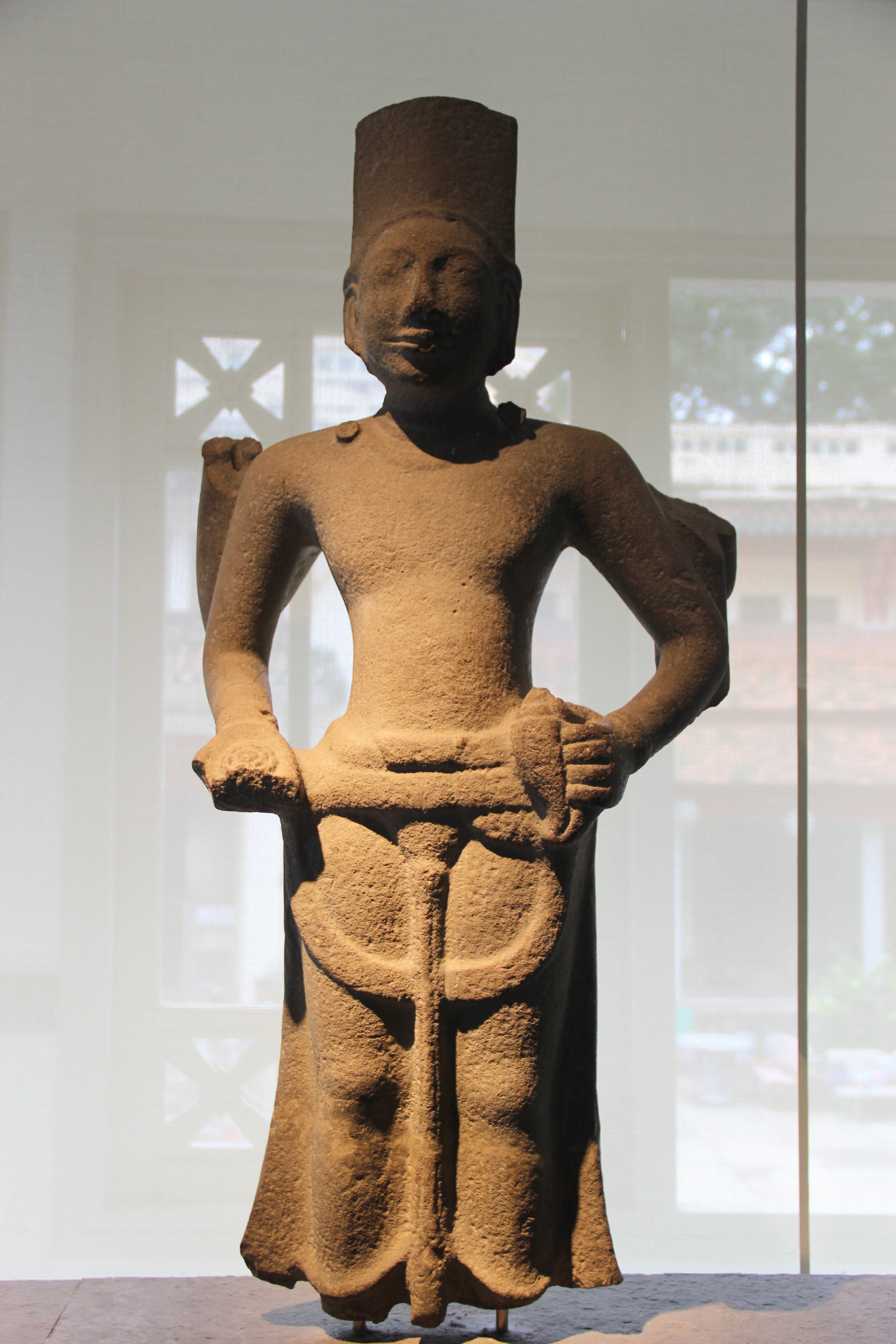
Posąg Wisznu z VI/VII w. n.e. znaleziony w Óc Eo.

Óc Eo − stanowisko archeologiczne przypisywane historycznemu państwu Funan istniejącemu na początku I tysiąclecia n.e. w dolnym biegu Mekongu, na terenie dzisiejszego Wietnamu i Kambodży. Z wykopalisk prowadzonych od 1942 r. wynika, że był to ważny port o rozległych kontaktach z państwami Azji, Afryki i Europy. Bogaty system kanałów wokół Óc Eo łączył się bezpośrednio z ’Ângkôr Borei, leżącym nad rzeką Bassac stanowiskiem archeologicznym również przypisywanym Funanowi.